# Koźlarek czystkowy
Koźlarek czystkowy (Leccinellum corsicum (Rolland) Bresinsky & Manfr. Binder) – gatunek grzybów z rodziny borowikowatych (Boletaceae).

## Systematyka i nazewnictwo
Pozycja w klasyfikacji według Index Fungorum: Leccinellum, Boletaceae, Boletales, Agaricomycetidae, Agaricomycetes, Agaricomycotina, Basidiomycota, Fungi.
Po raz pierwszy takson ten opisał w 1896 r. Léon Louis Rolland, nadając mu nazwę Boletus corsicus. W 2003 r. Andreas Bresinsky i Manfred Binder przenieśli go do rodzaju Leccinellum. Synonimy:

- Boletus corsicus Rolland 1896
- Krombholziella corsica (Rolland) Alessio 1985
- Leccinum corsicum (Rolland) Singer 1967
- Leccinum crocipodium var. corsicum (Rolland) Bertault 1980
- Suillus corsicus (Rolland) Kuntze 1898
- Xerocomus impolitus var. corsicus (Rolland) R. Heim 1934[2].

W 2024 Komisja ds. Polskiego Nazewnictwa Grzybów Polskiego Towarzystwa Mykologicznego zarekomendowała używanie nazwy koźlarek czystkowy.

## Występowanie i znaczenie
Znany jest w niektórych krajach Europy. Do 2024 r. brak udokumentowanych stanowisk w Polsce, ale jest podawany na polskich forach internetowych.
Wszystkie koźlarki to naziemne grzyby mykoryzowe. Są grzybami jadalnymi. Koźlarek czystkowy współżyje z roślinami z rodzaju czystek (Cistus) i stąd pochodzi jego nazwa gatunkowa. Występuje w zaroślach czystkowych, ale także w lasach sosnowych z podszyciem czystkowym.